# Adam & Eva
Adam & Eva er en svensk romantisk komediefilm fra 1997 instrueret af Måns Herngren og Hannes Holm. Hovedrollerne spilles af Björn Kjellman og Josefin Nilsson.
Tintin Anderzon, der i filmen spiller rollen som Tove, blev i 1998 tildelt en Guldbagge for bedste kvindelige birolle.

## Handling
Adam og Eva har været gift i fire år. Men romantikken er forsvundet fra deres forhold og er blevet erstattet af kedsomhed. Da Adam møder sin brors babysitter, bliver han straks tiltrukket af hende. De har en affære, men da Eva finder ud af det, forlader hun ham. Adam forsøger at overbevise sig selv om, at han er fri igen, men indser snart, at han stadig er forelsket i Eva og vil forsøge at vinde hende tilbage.

## Medvirkende (i udvalg)
- Björn Kjellman som Adam
- Josefin Nilsson som Eva
- Kalle Moraeus som Evas bror
- Tomas von Brömssen som Evas far
- Tintin Anderzon som Tove
- Sussie Eriksson og Martina Haag som Toves veninder
- Jacob Ericksson som Åke
- Reine Brynolfsson som Sven
- Katrin Sundberg som Kicki
- Gert Fylking som brandmand
- Jonas Malmsjö som ejendomsmægler
- Gunilla Röör som psykolog
- Vanna Rosenberg som tv-vært
- Michael Segerström som præst